# マリア・フェレルスト
マリア・フェレルスト（Maria Verelst、1680年 – 1744年）は、オランダに出自を持つ画家で、イギリスで肖像画家として活躍した女性である。

## 略歴
ウィーンで生まれた。祖父のピーテル・ヘルマンスゾーン・フェレルスト（Pieter Hermansz. Verelst: c.1618-c1678）は、オランダ、ドルトレヒト生まれで画家になり、父親のヘルマン・フェレルスト（Herman Verelst、1641-1702）と父親の兄弟のシモン・ピーテルスゾーン・フェレルスト（Simon Pietersz. Verelst: 1644-1710?) とヨハネス・フェレルスト（Johannes Verelst: 1648-1734)も画家であった。兄のコルネリス・フェレルスト（Cornelis Verelst: 1667?–1734）も画家になった。父親はアムステルダム、イタリア、リュブリャナ、パリ、ウィーンで働いた後、オスマン帝国による第二次ウィーン包囲が起こった1683年に父親の兄弟がすでに働いていたロンドンに家族と移って、働き始めた。その時、マリア・フェレルストは3歳であった。
兄たちと父親から絵を学び、ミニアチュール画家、肖像画家となり、父親や叔父の名声のために、早くから貴族の女性の肖像画の注文を受ける事が出来た。1720年代から同時代の肖像画家、ウィリアム・エイクマン（William Aikman: 1682-1731)やチャールズ・ジャーヴァス（c.1675-1739）と働いたとされ、トマス・ハドソン（1701–1779)の肖像画のスタイルに影響を受けたとされる。ジェームズ・ソーンヒル（1675-1734）とも壁画を共作したとされている。
18世紀の初めにオランダの画家たちの伝記を著わしたヤコブ・カンポ・ワイエルマン（Jacob Campo Weyerman: 1677-1747）は、マリア・フェレルストがオランダ語、イタリア語、ラテン語を理解した教養ある女性であったことが、仕事の注文につながった逸話を紹介している。
1744年にロンドンで亡くなった。

## 作品

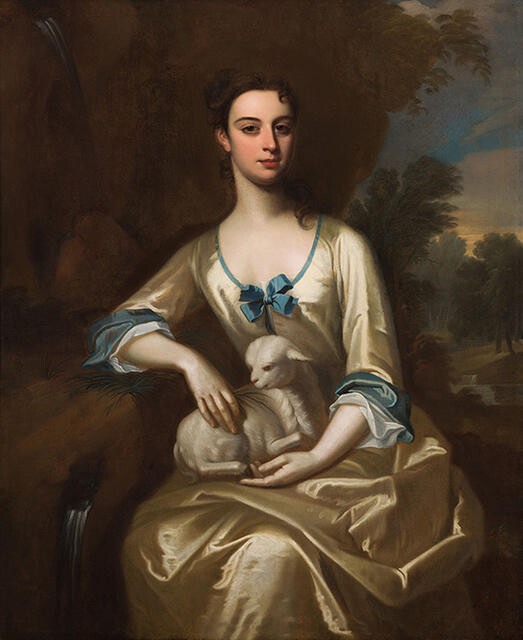
子羊を抱いたPenelope Smith　(c.1727)
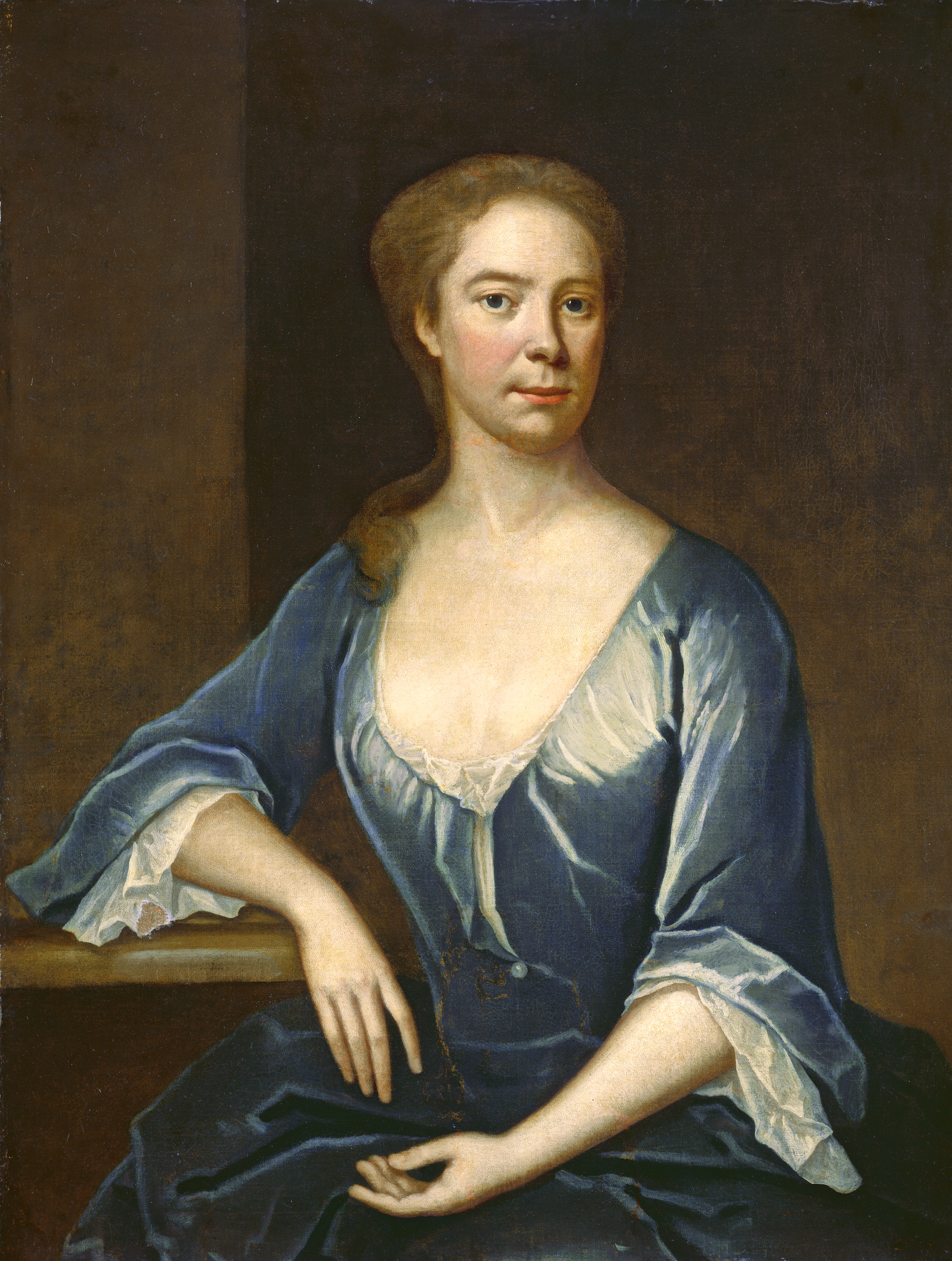
婦人の肖像画 (1715/1730) ナショナル・ギャラリー (ワシントン)
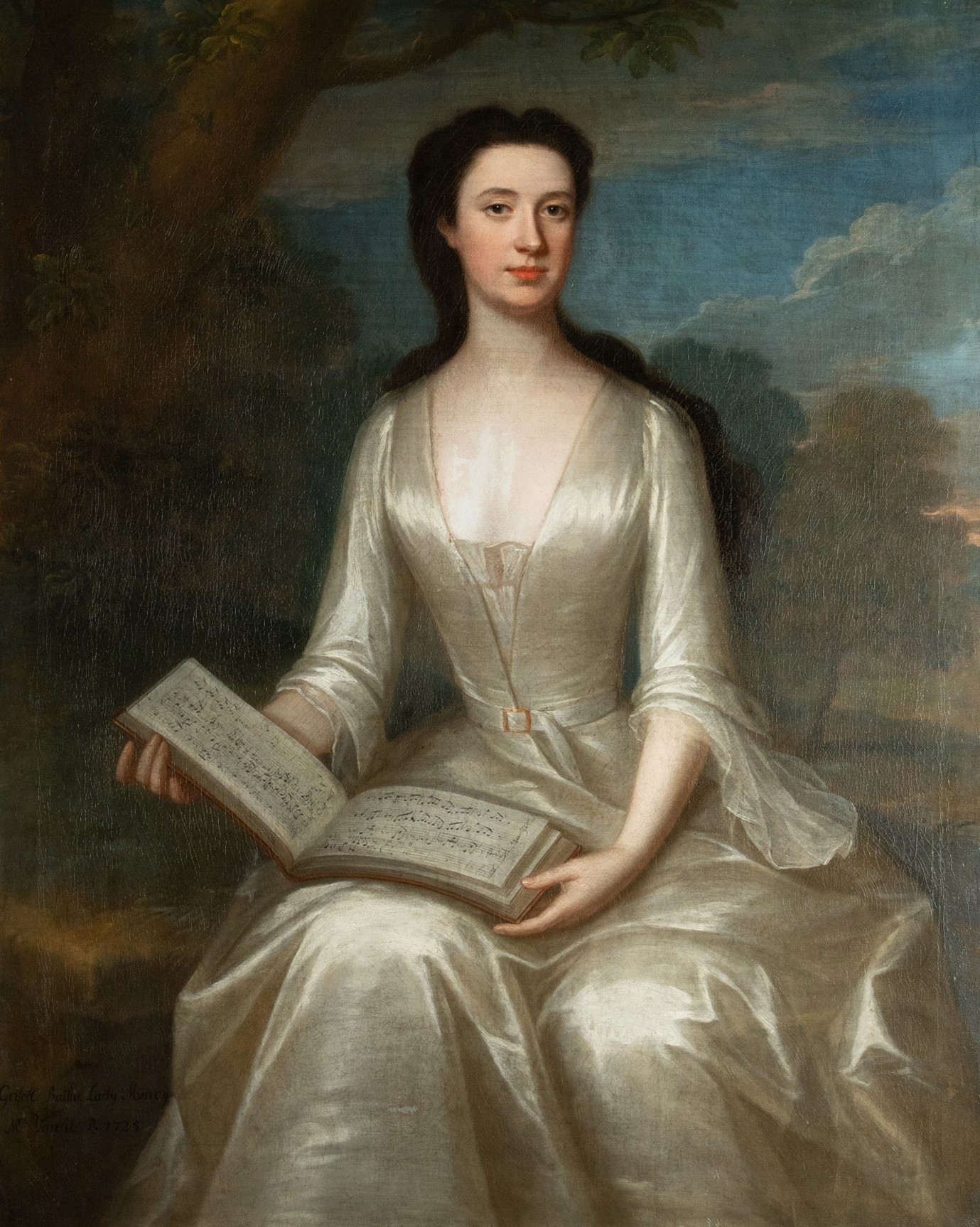
Grisell Baillie Lady-Murray (1725) Mellerstain House
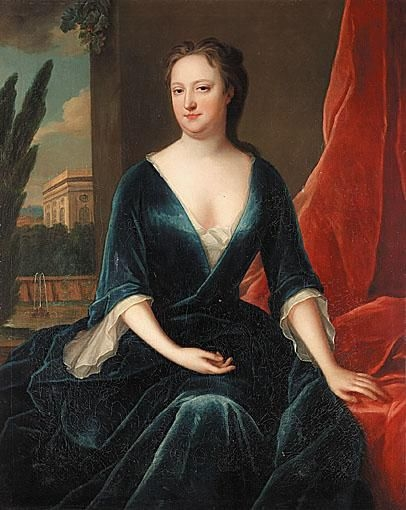
婦人の肖像画